# Миколаївський ботанічний заказник
Миколаївський — ботанічний заказник місцевого значення. Об'єкт розташований на території Кіндрашівської сільської громади Куп'янського району Харківської області, біля села Миколаївка Перша.
Площа — 17,6 га, статус отриманий у 2002 році.
Охороняється балка з типчаково-ковиловим степом, де зростають рідкісних рослинних угрупованя, занесені до Зеленої книги України. Це формації мигдалю степового, ковили волосистої та найкрасивішої. Також трапляються рідкісні і лікарські види рослин: рястка Буше, занесені до Червоної книги України, рястка Гуссона, астрагал білостеблий, ломиніс цілолистий, гіацинтик блідий, шавлія ефіопська, барвінок трав'янистий, занесені до  Червоних списків Харківщини.